# سیارک ۸۵۵۵
سیارک ۸۵۵۵ (به انگلیسی: 8555 Mirimao، نامگذاری:1995LD) هشت هزار و پانصد و پنجاه و پنجمین سیارک کشف شده‌است که در ۳ ژوئن ۱۹۹۵ کشف شد.
قدر مطلق سیارک برابر ۱۴٫۶۰ است.